# Dim sum

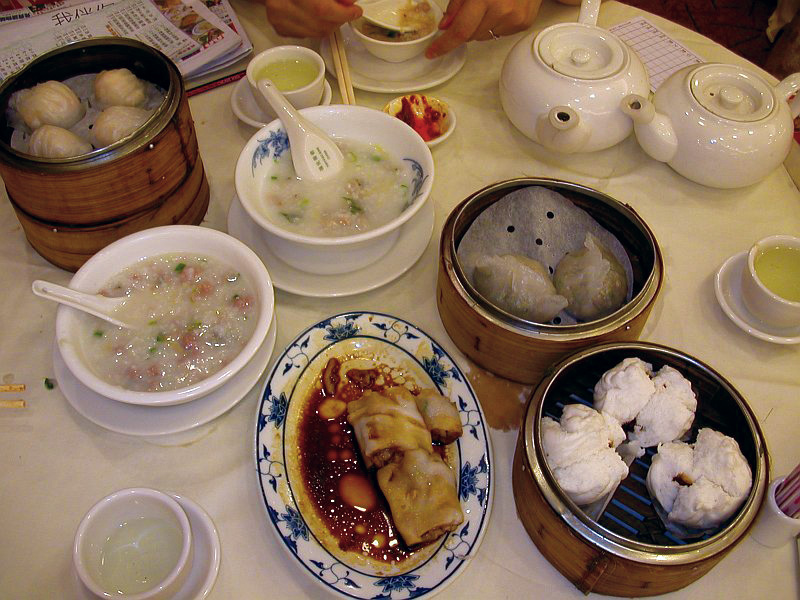
Exempel på dim sum

Dim sum är en lättare kinesisk måltid som består av olika små rätter. Degknyten innehållandes kött, fisk eller grönsaker har en central plats. Knytena kan tillredas på olika sätt, till exempel friteras, ångkokas eller stekas. En klassisk rätt är ångkokta räkdumplings. Utöver knyten serveras även andra rätter, så som vårrullar, grönsker och kycklingfötter.
Till dim sum dricker man vanligtvis te. Vanligt är att äta dim sum som lunch eller "brunch".
Begreppet dim sum är en kantonesisk fras (kinesiska: 點心; Jyutping: dim2 sam1), där de två tecknen bokstavligen översätts till "prick" och "hjärta". Termens ursprung kan möjligen kopplas till betydelsen "vidrör hjärtat". Användningen av begreppet dim sum avser mat hämtat från det kantonesiska köket, men att äta ett antal olika små rätter till lunch är även vanligt i andra delar av Kina.